# Simaoa maku
Simaoa maku là một loài nhện trong họ Mysmenidae.
Loài này thuộc chi Simaoa. Simaoa maku được miêu tả năm 2009 bởi Miller, Griswold & Yin.